# Kleines Wiesbachhorn
Kleines Wiesbachhorn är en bergstopp i Österrike.   Den ligger i distriktet Zell am See och förbundslandet Salzburg, i den centrala delen av landet, 300 km väster om huvudstaden Wien. Toppen på Kleines Wiesbachhorn är 2 803 meter över havet.
Terrängen runt Kleines Wiesbachhorn är huvudsakligen mycket bergig. Närmaste större samhälle är Bruck an der Großglocknerstraße, 14,2 km norr om Kleines Wiesbachhorn. 
I omgivningarna runt Kleines Wiesbachhorn växer i huvudsak blandskog. Runt Kleines Wiesbachhorn är det ganska glesbefolkat, med 34 invånare per kvadratkilometer.